# Pferdeapfel

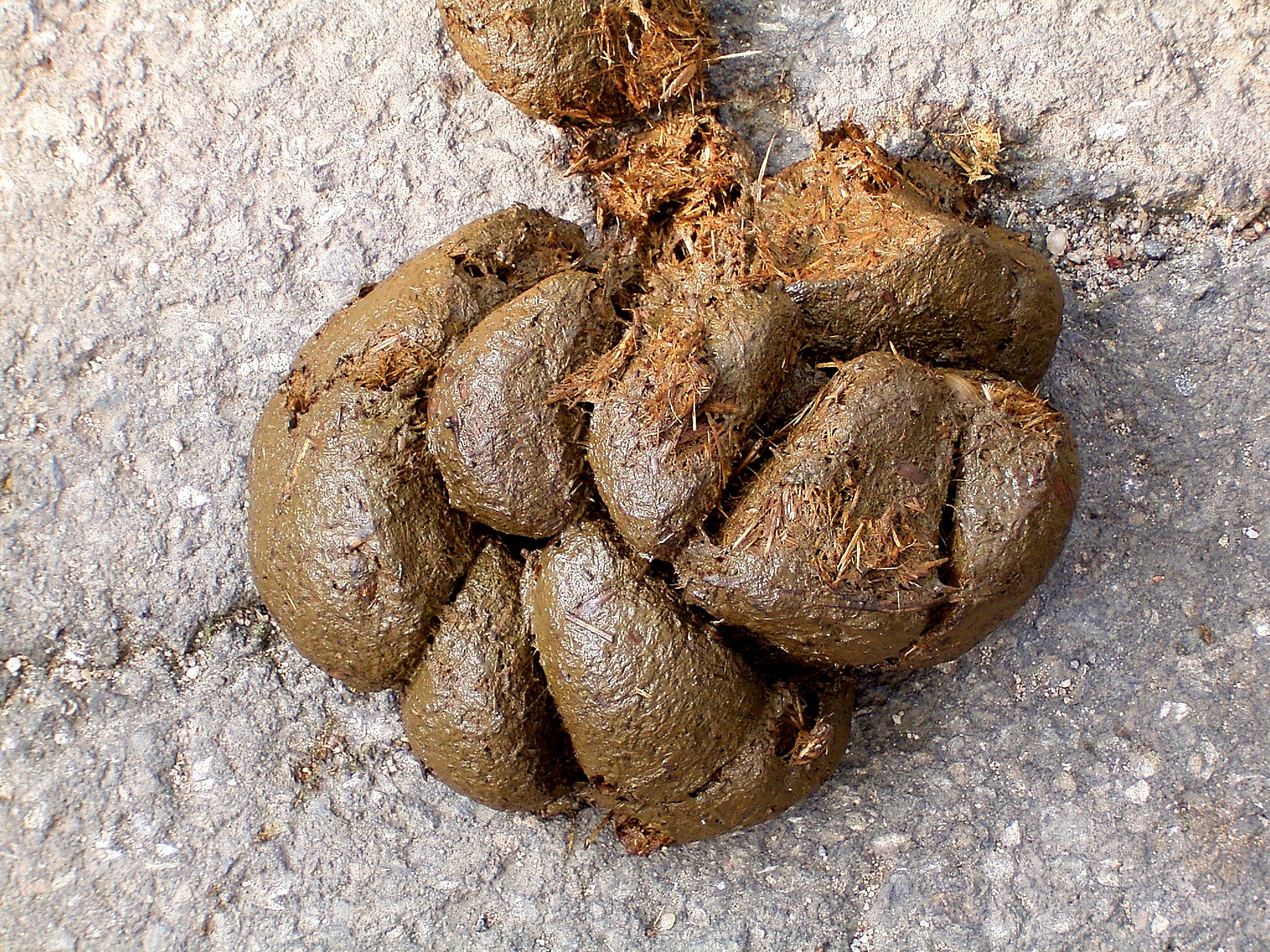
Pferdeäpfel

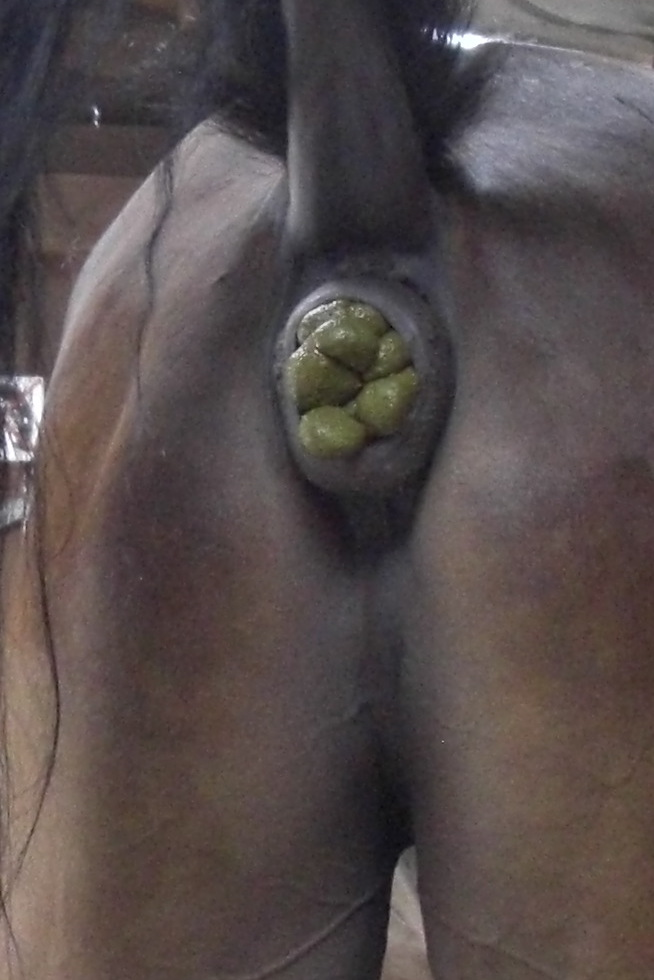
Äpfelndes Pferd

Bei Pferdeäpfeln (auch Rossknödel oder im niederdeutschen Raum Pferdeäppel, im Badischen Rossbolle(n)) handelt es sich um die Exkremente von Pferden. Der Name kommt daher, dass die einzelnen Kotballen in Größe und Form an einen Apfel erinnern.

## Eigenschaften
Pferde äpfeln alle 30 bis 120 Minuten, wobei sie – abhängig von der Fütterung – bis zu 50 Kilogramm Pferdeäpfel (Kaltblutpferde) am Tag abgeben können. Die größte Menge wird von Pferden auf der Weide produziert, die geringste Produktion haben mit Hafer gefütterte und im Stall stehende Pferde. Im Vergleich zum Dung anderer Tiere riechen Pferdeäpfel nur wenig. Wie auf dem Bild zu erkennen ist, finden sich im Kot noch teilweise die unverdauten Bestandteile der typischen Nahrung eines Pflanzenfressers. Unter dem Lichtmikroskop kann man problemlos noch einzelne Pflanzenfasern erkennen.
Die Farbe der Pferdeäpfel hängt wesentlich von der Nahrung der Tiere ab. Grüne, weiche Pferdeäpfel stammen von Tieren, die sich von frischer, grüner Nahrung ernähren, während gelb-hellbraune Äpfel von Tieren stammen, die mit Stroh, Heu und Hafer gefüttert werden.
Die typische Äpfel-Form wird im Mastdarm erzeugt. In der Darmwand liegen bauchige Taschen (Poschen), die durch feste, schmale Muskel-Streifen (Tänien) unterbrochen werden. Ziehen sich die Tänien zusammen, schnüren sie Kotballen ab.

## Nutzung
Pferdeäpfel werden von vielen Insekten wie Schmetterlingen, Fliegen, Mistkäfern, Mondhornkäfern usw. als Nahrung (Koprophagie) oder Brutstätte für die Larven genutzt. Teilweise werden frische Pferdeäpfel von Hunden gefressen. Es besteht dabei jedoch die Gefahr, dass Parasiten – bzw. deren Larven oder Eier – sowie schädliche Bakterien auf diese Weise übertragen werden.

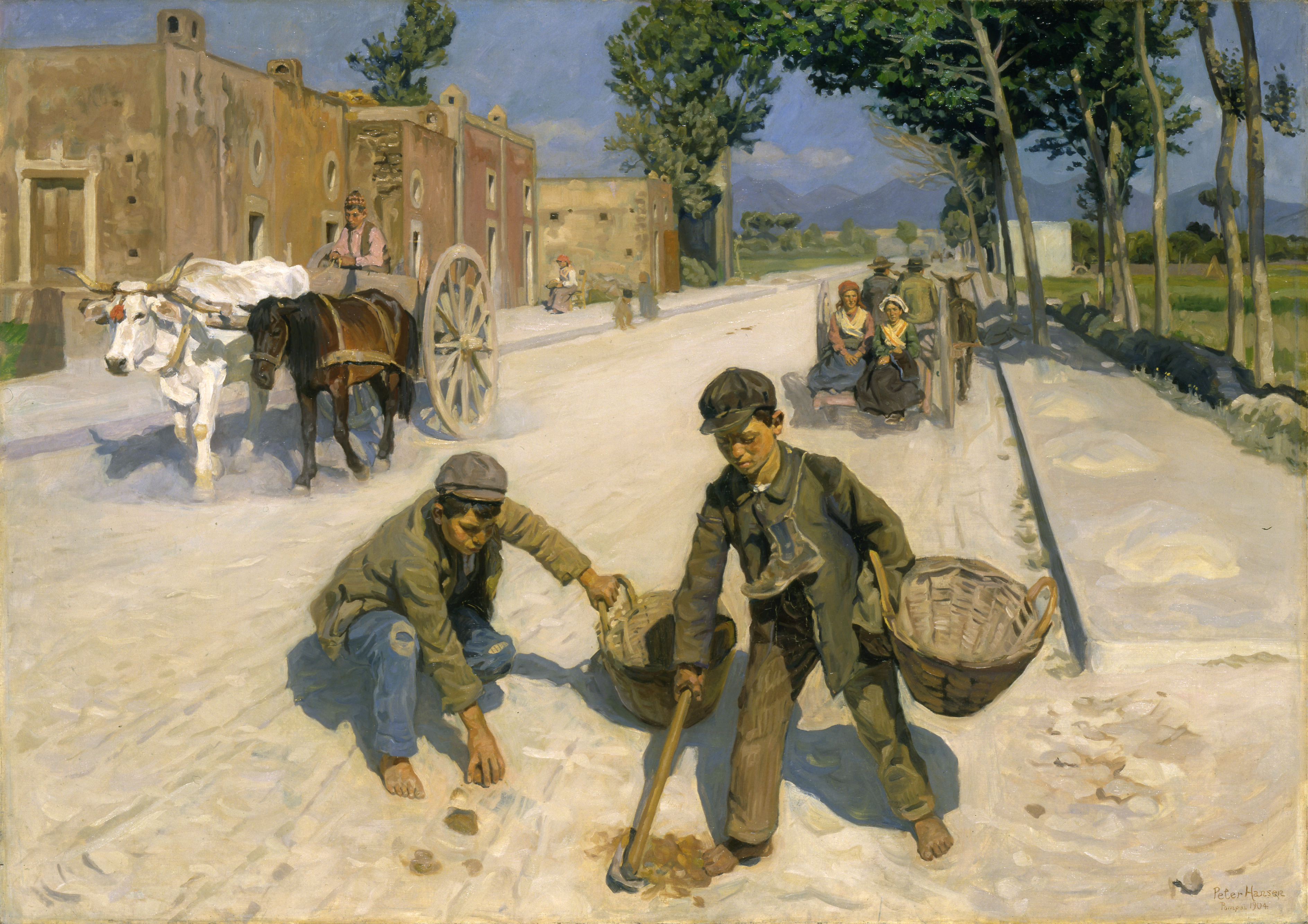
Pferdeapfel-Sammler, Gemälde von Peter Hansen (1904)

Pferdedung und Pferdemist sind insbesondere bei Hobbygärtnern ein beliebter Dünger. Für einige Zierpflanzen wie z. B. Rosen und Orchideen sind Pferdeäpfel wegen des hohen Gehalts an Mineralstoffen und Zellulose als Nährstoffzufuhr ideal. Bekannt ist auch die Verwendung beim Pflanzen von Erdbeeren. Pferdemist gilt als „hitzig“, ein Ausdruck dafür, dass bei seiner Zersetzung im Vergleich zum Dung anderer Tiere besonders viel Wärme freigesetzt wird. Daher eignet er sich besonders für Frühbeete.
Zu Zeiten der Pferdefuhrwerke wurden die Pferdeäpfel von vielen Leuten von der Straße gesammelt, um sie im eigenen Garten als Dünger zu verwenden. Man denke an die Figur des Blumepeter mit seinem Knoddlkärschl insbesondere in der Mannheimer Gegend. Heute wird Pferdemist von Reit- und Zuchtställen abgegeben. Er enthält neben den Pferdeäpfeln auch mehr oder weniger Urin-getränktes Stroh (die Einstreu), was zusätzlich zur Wärmeentwicklung und Düngung beiträgt. Zu erwähnen ist die gegenüber Mineraldüngern oder Gülle langsamere Freisetzung der Pflanzen-Nährstoffe, was die Gefahr der Überdüngung verringert und eine unerwünschte Verunreinigung des Grundwassers herabsetzt. Die Zellulose-Bestandteile tragen zur Humus-Bildung bei. Pferdemist ist – wie auch anderer Mist – im ökologischen Landbau verwendbar. Er enthält weniger Stickstoffverbindungen als der Kot eiweißreicher ernährter Tiere, daher ist die Nitrat-Belastung der Umwelt und die schädliche Nitrit-Bildung u. a. in nicht frischem Blattgemüse oder im menschlichen Darm weniger gegeben.
In manchen baumarmen Ebenen, wie in der Mongolei, hatten bzw. haben Pferdeäpfel eine erhebliche wirtschaftliche Bedeutung, da sie getrocknet als Heizmaterial Verwendung finden, und für ihre raucharme Verbrennung geschätzt werden. Zuchtchampignons werden in kontrollierten Kulturräumen auf fermentiertem Pferdemist kultiviert. Pferdeäpfel können auch zur Biogaserzeugung genutzt werden.
Pferdemist wird auch als Zuschlagstoff zu Baulehm verwendet, ist aber Kuhmist deutlich unterlegen.
In Heilanwendungen werden Pferdeäpfel wegen ihres hohen Gehalts an Terpen verwendet.

## Diagnose
Das Verdauungssystem von Pferden ist störanfällig, weshalb Pferdebesitzer die Äpfel ihrer Pferde auf Auffälligkeiten hin überprüfen. Ist die Konsistenz zu flüssig, liegt eine Störung im Dickdarm vor. Zu harte Äpfel können ein Indiz für eine Kolik sein. Insbesondere bei Pferden, die im Freien gehalten werden, müssen frische Äpfel regelmäßig auf „Härte“, Aussehen und Parasiten hin geprüft werden. Pferde äppeln meist auf eine bestimmte Stelle ihrer Weide (Geilstelle), dies erleichtert die Kontrolle ihrer Gesundheit.

## Pferdewindel

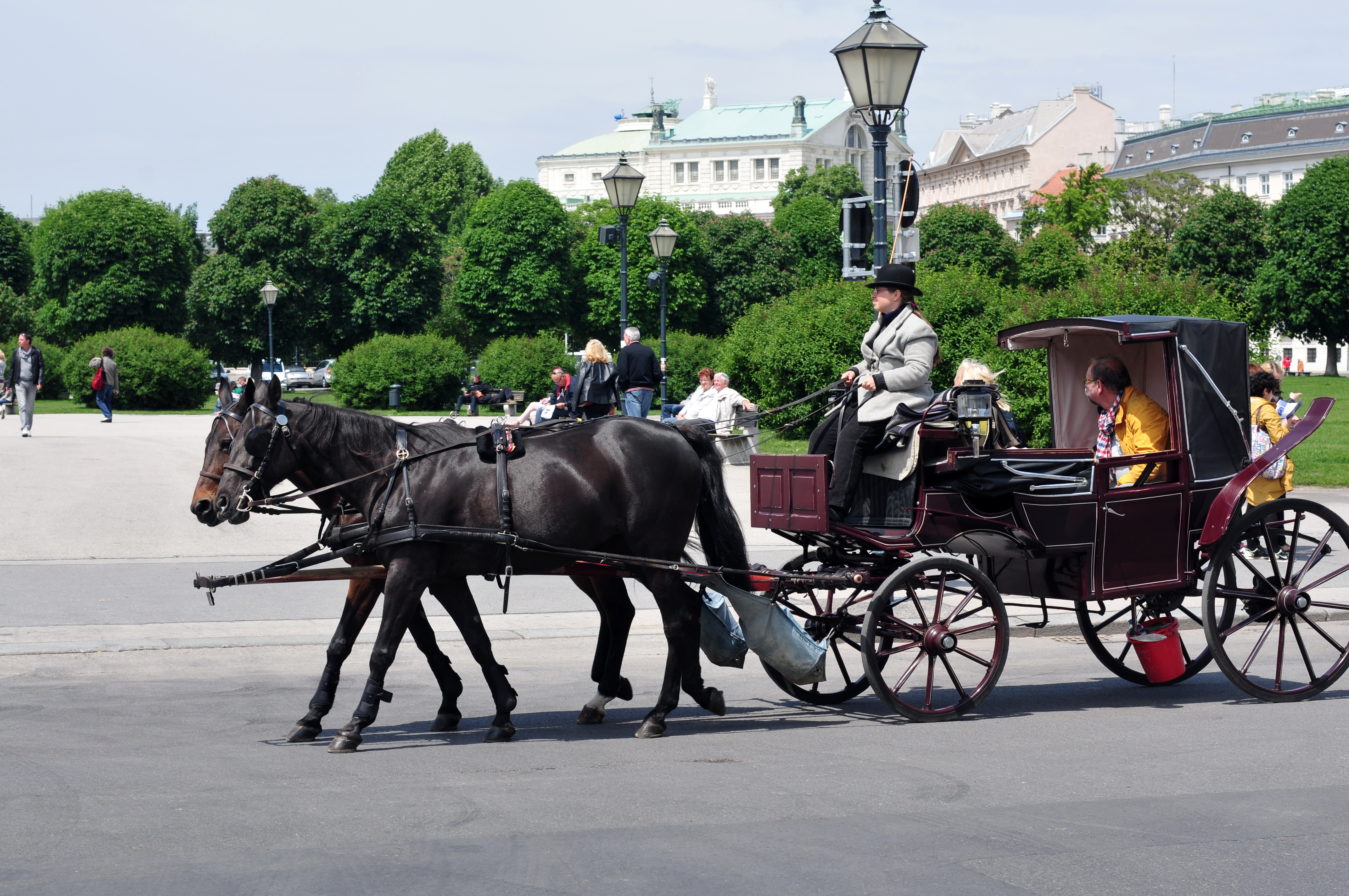
Fiaker in Wien mit montierten „Pferdewindeln“

Pferdeäpfel können im Straßenverkehr zu Gefährdungen führen und Straßen und Plätze verschmutzen. In Wien und anderen Städten mit Droschkenbetrieb (Fiaker) werden den Pferden Beutel untergehängt, die den Kot auffangen sollen. Diese werden offiziell „Exkremententaschen“ genannt, im Volksmund jedoch „Pferdewindeln“.

## Sonstiges
Es existiert ein französischer Käse, der Crottin de Chavignol. Crottin leitet sich vom französischen Ausdruck für Pferdeapfel (crottin de cheval) her und bezieht sich auf das Aussehen des reifen Käses.